# Belfahy
Cet article possède un paronyme, voir Belfays.
Belfahy est une commune française située dans le département de la Haute-Saône, en Franche-Comté, dans la région administrative Bourgogne-Franche-Comté.
Elle fait partie du massif des Vosges dont elle est la plus haute commune.

## Géographie

### Localisation
La commune est située dans les Vosges saônoises, dans le département de la Haute-Saône, en Franche-Comté.

### Géologie et relief

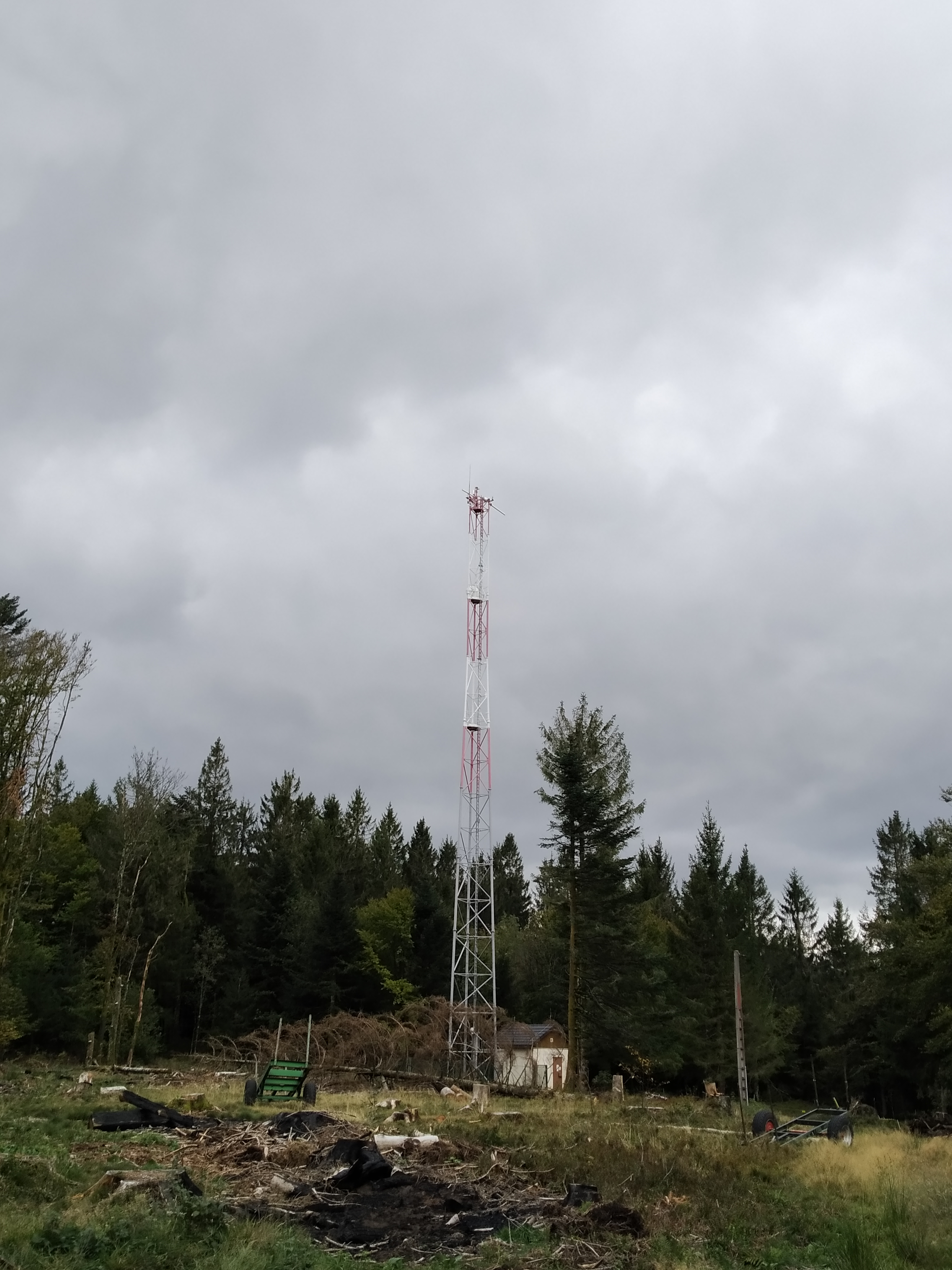
Antenne au sommet du Ballon de Belfahy.

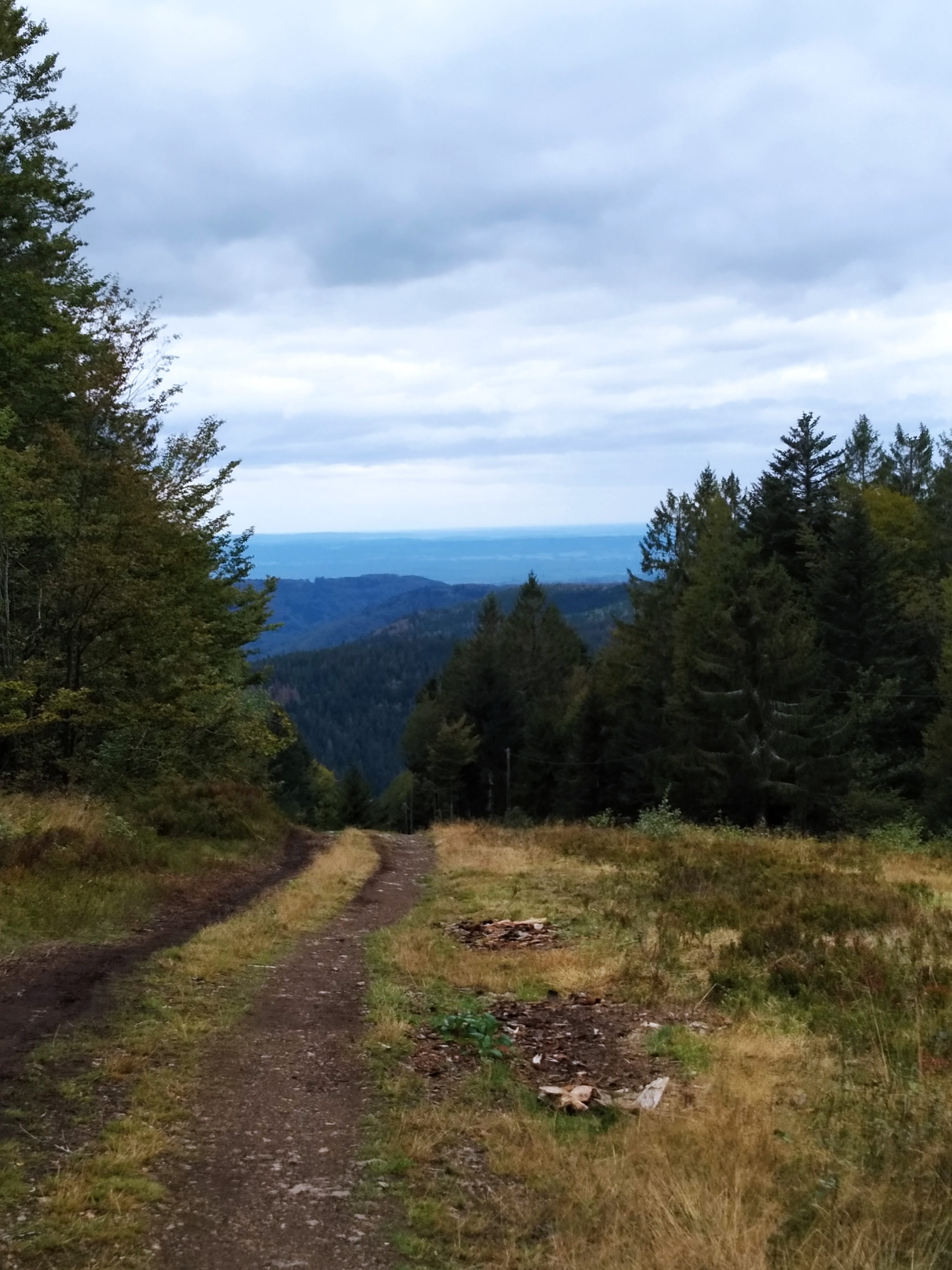
Vue depuis le Ballon de Belfahy.

Belfahy est une commune de montagne située au cœur du massif des Vosges et comprise entre 530 et 1 053 mètres d'altitude, en remontant la haute vallée de la Doue de l'Eau puis du Revers aux Chiens. Le centre du village se trouve à 840 mètres d'altitude ce qui fait de lui le village le plus haut de Haute-Saône et du Massif des Vosges,. L'accès au village se fait depuis la vallée de l'Ognon en remontant la route des martins ou par le col des Chevrères en passant par Miellin. Depuis la vallée du Rahin l'accès se fait par le col de la Chevestraye au départ de Plancher-les-Mines.
La commune de Belfahy est d'une superficie très modeste due en partie à son élévation sur les hauteurs du massif du Revers aux Chiens dont elle n'occupe par ailleurs qu'une petite partie. Les sommets présents sur le territoire communal sont peu nombreux : le haut de derrière les Roches (874 m), le haut du Village (913 m), le haut des Chevrères (932 m) et le point culminant, le Ballon de Belfahy (1 053 m).

### Hydrographie
Le ruisseau de derrière les Roches et le ruisseau du Revers aux Chiens sont les principaux cours d'eau parcourant la commune.

### Climat
Pour des articles plus généraux, voir Climat de la Bourgogne-Franche-Comté et Climat de la Haute-Saône.
En 2010, le climat de la commune est de type climat de montagne, selon une étude du Centre national de la recherche scientifique s'appuyant sur une série de données couvrant la période 1971-2000. En 2020, Météo-France publie une typologie des climats de la France métropolitaine dans laquelle la commune est exposée à un climat semi-continental et est dans la région climatique  Vosges, caractérisée par une pluviométrie très élevée (1 500 à 2 000 mm/an) en toutes saisons et un hiver rude (moins de 1 °C). 
Pour la période 1971-2000, la température annuelle moyenne est de 7,6 °C, avec une amplitude thermique annuelle de 16,4 °C. Le cumul annuel moyen de précipitations est de 1 645 mm, avec 12,7 jours de précipitations en janvier et 12,1 jours en juillet. Pour la période 1991-2020, la température moyenne annuelle observée sur la station météorologique installée sur la commune est de 9,0 °C et le cumul annuel moyen de précipitations est de 1 913,4 mm. 
La température maximale relevée sur cette station est de 35,1 °C, atteinte le 24 juillet 2019 ; la température minimale est de −17,7 °C, atteinte le 20 décembre 2009,,. 
| Mois                                  | jan.             | fév.           | mars           | avril         | mai           | juin          | jui.           | août           | sep.          | oct.          | nov.             | déc.           | année      |
| ------------------------------------- | ---------------- | -------------- | -------------- | ------------- | ------------- | ------------- | -------------- | -------------- | ------------- | ------------- | ---------------- | -------------- | ---------- |
| Température minimale moyenne (°C)     | −1,5             | −1,5           | 1,2            | 4,4           | 8             | 11,4          | 13,3           | 13,4           | 9,9           | 6,7           | 2,2              | −0,6           | 5,6        |
| Température moyenne (°C)              | 1,1              | 1,4            | 4,6            | 8,4           | 12            | 15,6          | 17,4           | 17,4           | 13,5          | 9,8           | 4,8              | 1,9            | 9          |
| Température maximale moyenne (°C)     | 3,7              | 4,3            | 8,1            | 12,3          | 16            | 19,7          | 21,5           | 21,4           | 17,1          | 12,9          | 7,5              | 4,4            | 12,4       |
| Record de froid (°C) date du record   | −13,3 03.01.1993 | −16,4 07.02.12 | −13,7 01.03.05 | −6,7 06.04.21 | −1,8 05.05.19 | 0,7 04.06.01  | 5,1 12.07.1993 | 4,6 31.08.1995 | 1 29.09.1995  | −4,7 29.10.12 | −11,2 22.11.1998 | −17,7 20.12.09 | −17,7 2009 |
| Record de chaleur (°C) date du record | 18,2 01.01.22    | 20,2 27.02.19  | 22,8 30.03.21  | 25,3 21.04.18 | 28,8 25.05.09 | 34,6 26.06.19 | 35,1 24.07.19  | 34,5 04.08.22  | 30,3 14.09.20 | 26,3 08.10.23 | 21,4 08.11.15    | 16,4 28.12.15  | 35,1 2019  |
| Précipitations (mm)                   | 202,5            | 156,8          | 158,4          | 107,7         | 160           | 126,8         | 137,9          | 133,7          | 138,9         | 174,7         | 184,6            | 231,4          | 1 913,4    |

| Diagramme climatique                                  |              |             |              |        |               |               |               |              |              |             |              |
| J                                                     | F            | M           | A            | M      | J             | J             | A             | S            | O            | N           | D            |
| 3,7−1,5202,5                                          | 4,3−1,5156,8 | 8,11,2158,4 | 12,34,4107,7 | 168160 | 19,711,4126,8 | 21,513,3137,9 | 21,413,4133,7 | 17,19,9138,9 | 12,96,7174,7 | 7,52,2184,6 | 4,4−0,6231,4 |
| Moyennes : • Temp. maxi et mini °C • Précipitation mm |              |             |              |        |               |               |               |              |              |             |              |

Les paramètres climatiques de la commune ont été estimés pour le milieu du siècle (2041-2070) selon différents scénarios d'émission de gaz à effet de serre à partir des nouvelles projections climatiques de référence DRIAS-2020. Ils sont consultables sur un site dédié publié par Météo-France en novembre 2022.

## Urbanisme

### Typologie
Au 1er janvier 2024, Belfahy est catégorisée commune rurale à habitat dispersé, selon la nouvelle grille communale de densité à sept niveaux définie par l'Insee en 2022.
Elle est située hors unité urbaine. Par ailleurs la commune fait partie de l'aire d'attraction de Belfort, dont elle est une commune de la couronne,. Cette aire, qui regroupe 91 communes, est catégorisée dans les aires de 50 000 à moins de 200 000 habitants,.

### Occupation des sols
L'occupation des sols de la commune, telle qu'elle ressort de la base de données européenne d’occupation biophysique des sols Corine Land Cover (CLC), est marquée par l'importance des forêts et milieux semi-naturels (68,7 % en 2018), une proportion identique à celle de 1990 (68,7 %). La répartition détaillée en 2018 est la suivante : 
forêts (68,7 %), zones agricoles hétérogènes (31,3 %). L'évolution de l’occupation des sols de la commune et de ses infrastructures peut être observée sur les différentes représentations cartographiques du territoire : la carte de Cassini (XVIIIe siècle), la carte d'état-major (1820-1866) et les cartes ou photos aériennes de l'IGN pour la période actuelle (1950 à aujourd'hui).

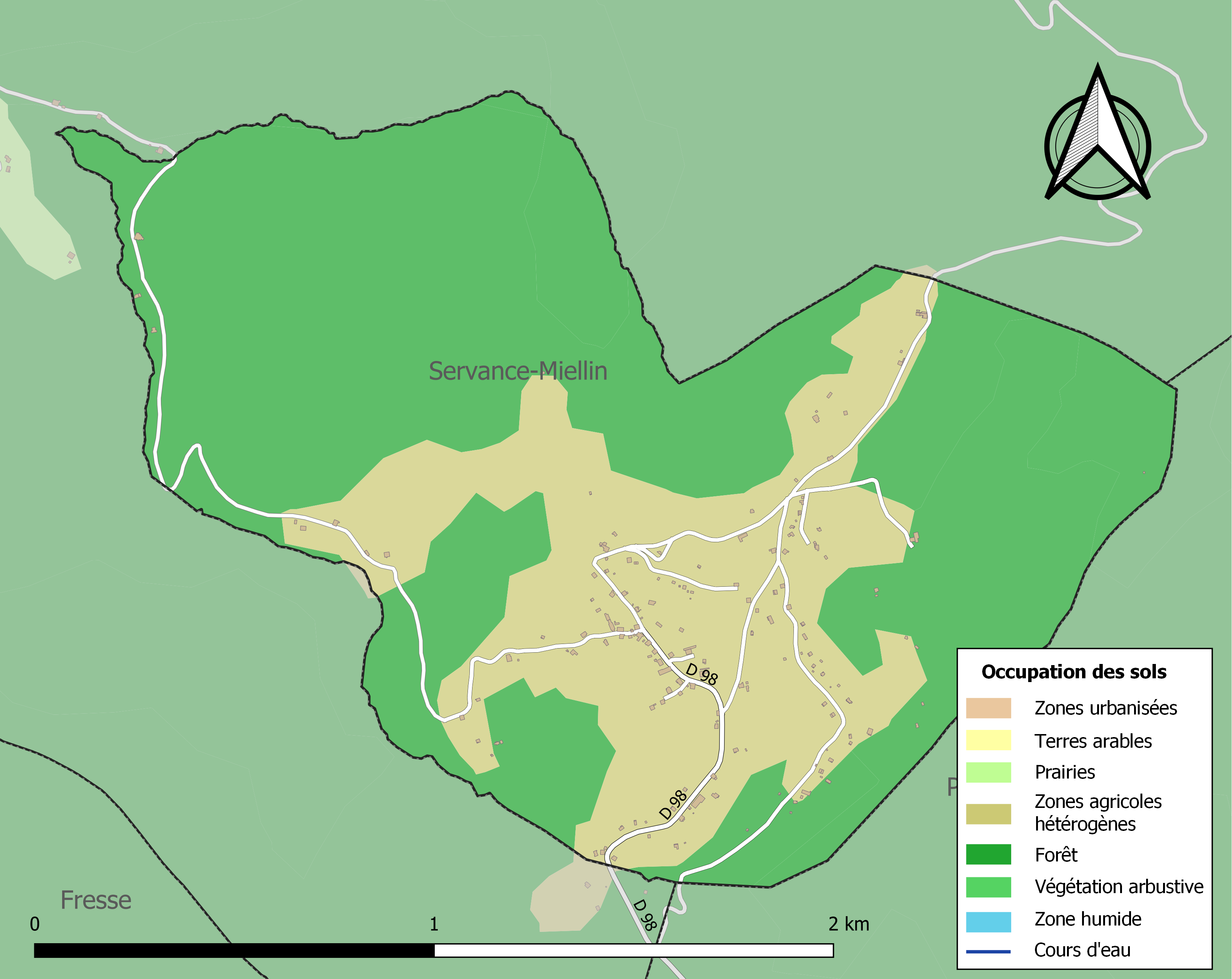
Carte des infrastructures et de l'occupation des sols de la commune en 2018 (CLC).

## Toponymie
Le nom Belfahy vient du terme ancien "foyard", qui désignait le hêtre.
Belfahy signifierait donc "Beau hêtre".

## Histoire
Une station de sports d'hiver a été aménagée au lieu-dit Les cabanes en 1969-70. Le remonte-pente, qui fut le premier construit en Haute-Saône en 1966, a été définitivement arrêté en 1998, faute de neige.

## Politique et administration

Carte départementale représentant en rouge la communauté de communes des mille étangs.

### Rattachements administratifs et électoraux
La commune fait partie de l'arrondissement de Lure du département de la Haute-Saône, en région Bourgogne-Franche-Comté. Pour l'élection des députés, elle dépend de la deuxième circonscription de la Haute-Saône.
Elle fait partie depuis 1793 du canton de Mélisey. Dans le cadre du redécoupage cantonal de 2014 en France, ce canton s'est agrandi, passant de 13 à 34 communes.

### Intercommunalité
La commune fait partie de la communauté de communes des mille étangs depuis le 1er janvier 2017.

### Liste des maires

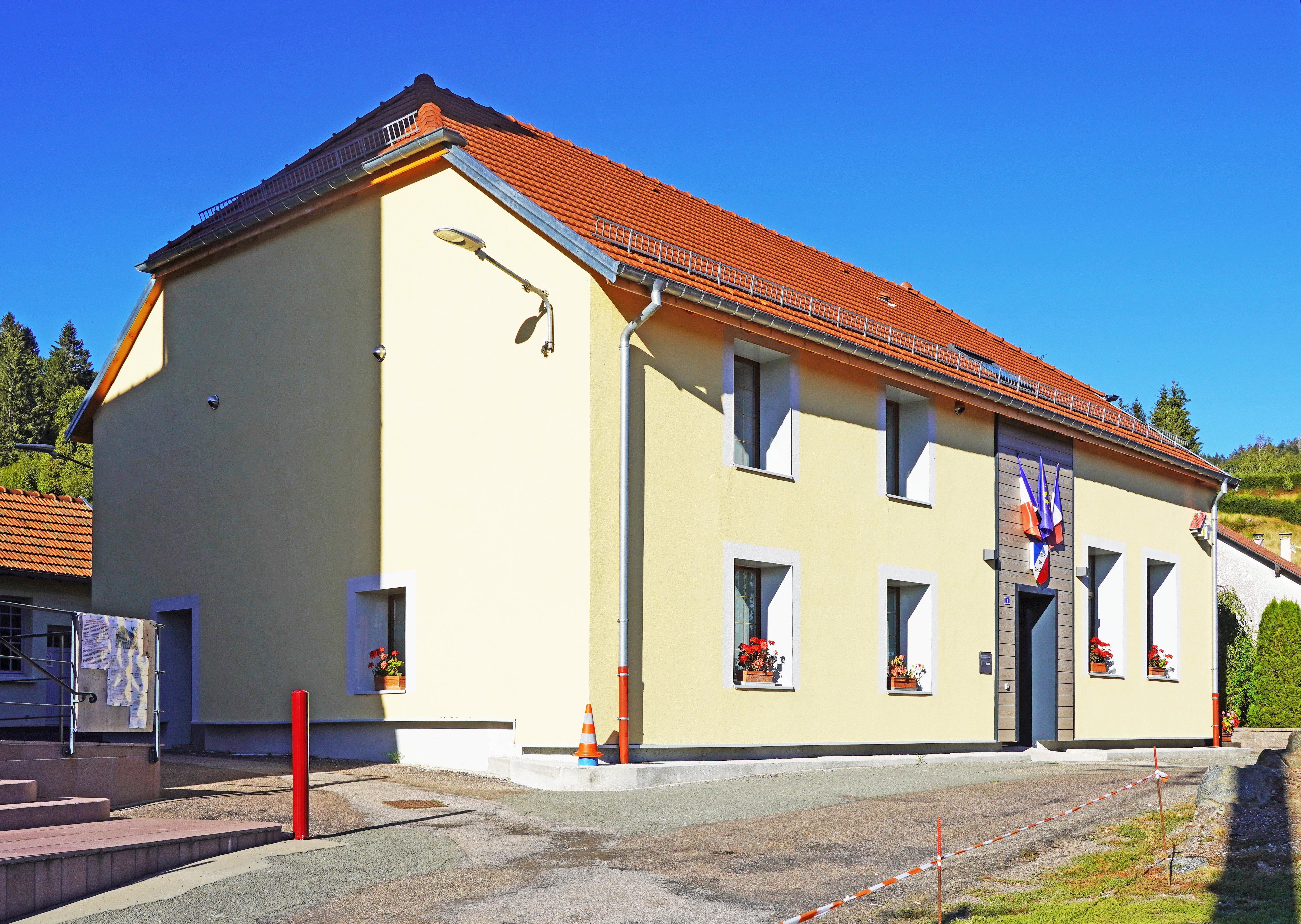
Mairie de Belfahy.

| Période                                  | Période                   | Identité               | Étiquette | Qualité  |
| ---------------------------------------- | ------------------------- | ---------------------- | --------- | -------- |
| Les données manquantes sont à compléter. |                           |                        |           |          |
| avant 1981                               | ?                         | Bernard Py             |           |          |
| 1997                                     | mars 2014                 | Patrice Beurier        |           |          |
| mars 2014                                | mai 2020                  | Jean-Jacques Stoecklin |           | Retraité |
| mai 2020                                 | En cours (au 28 mai 2020) | Julien Py              |           |          |

### Politique environnementale
La commune a été classée première, sur 63 participants, au concours départemental des villes et villages fleuris dans la catégorie de moins de 300 habitants, pour les années 2015 et 2016.
L'adduction en eau potable est réalisée à partir de 3 sources, dénommées Au Ballon, Tête des Abatteurs et  Cernay. Le hameau des Martins qui disposait d'un captage de qualité insuffisante, est raccordé en 2015 au réseau public du village.

## Population et société

### Démographie
L'évolution du nombre d'habitants est connue à travers les recensements de la population effectués dans la commune depuis 1793. Pour les communes de moins de 10 000 habitants, une enquête de recensement portant sur toute la population est réalisée tous les cinq ans, les populations de référence des années intermédiaires étant quant à elles estimées par interpolation ou extrapolation. Pour la commune, le premier recensement exhaustif entrant dans le cadre du nouveau dispositif a été réalisé en 2005.

En 2022, la commune comptait 84 habitants, en évolution de +5 % par rapport à 2016 (Haute-Saône : −1,4 %, France hors Mayotte : +2,11 %).
| 1793 | 1800 | 1806 | 1821 | 1831 | 1836 | 1841 | 1846 | 1851 |
| ---- | ---- | ---- | ---- | ---- | ---- | ---- | ---- | ---- |
| 326  | 221  | 352  | 378  | 550  | 569  | 589  | 629  | 580  |

| 1856 | 1861 | 1866 | 1872 | 1876 | 1881 | 1886 | 1891 | 1896 |
| ---- | ---- | ---- | ---- | ---- | ---- | ---- | ---- | ---- |
| 561  | 536  | 565  | 546  | 539  | 512  | 517  | 519  | 501  |

| 1901 | 1906 | 1911 | 1921 | 1926 | 1931 | 1936 | 1946 | 1954 |
| ---- | ---- | ---- | ---- | ---- | ---- | ---- | ---- | ---- |
| 427  | 407  | 400  | 306  | 260  | 231  | 213  | 102  | 151  |

| 1962 | 1968 | 1975 | 1982 | 1990 | 1999 | 2005 | 2006 | 2010 |
| ---- | ---- | ---- | ---- | ---- | ---- | ---- | ---- | ---- |
| 128  | 114  | 90   | 74   | 70   | 65   | 69   | 69   | 80   |

| 2015 | 2020 | 2022 | - | - | - | - | - | - |
| ---- | ---- | ---- | - | - | - | - | - | - |
| 79   | 86   | 84   | - | - | - | - | - | - |

### Équipements
La commune s'est dotée en 2015 d'une bibliothèque, ouverte deux demi-journées par semaine.

### Manifestations culturelles et festivités
Tous les ans le dernier dimanche de juillet se tient la fête de la myrtille. Elle accueille environ 10 000 visiteurs à chaque édition.  Elle a pour thème la promotion de l'artisanat local et régional traditionnel et la dégustation de spécialités culinaires à base de myrtilles.
Le Tour de France a traversé le village à deux reprises en 2014 et 2019, en arrivant par le col des Chevrères (914 m d'altitude) lors de deux étapes Mulhouse - La Planche des Belles Filles,.

## Économie
L'INSEE rattache le village au bassin de vie de  Champagney - Ronchamp.
Le village a perdu ses commerces, sauf deux restaurants qui proposent la célèbre tarte aux myrtilles.

## Culture locale et patrimoine

### Lieux et monuments
- Église Saint-Nicolas du XIXe siècle ; retable du XVIIIe siècle[31]
- Réserve biologique.
- La Vierge de Belfahy : point de vue sur le village.
- Le Sommet des Roches du Château : point de vue sur la vallée, et par beau temps, sur les Alpes Suisses.
- La cascade de la Goutte des Saules.
- Refuge du col des Chevrères (916 m).
- Colonie de vacances CCAS.

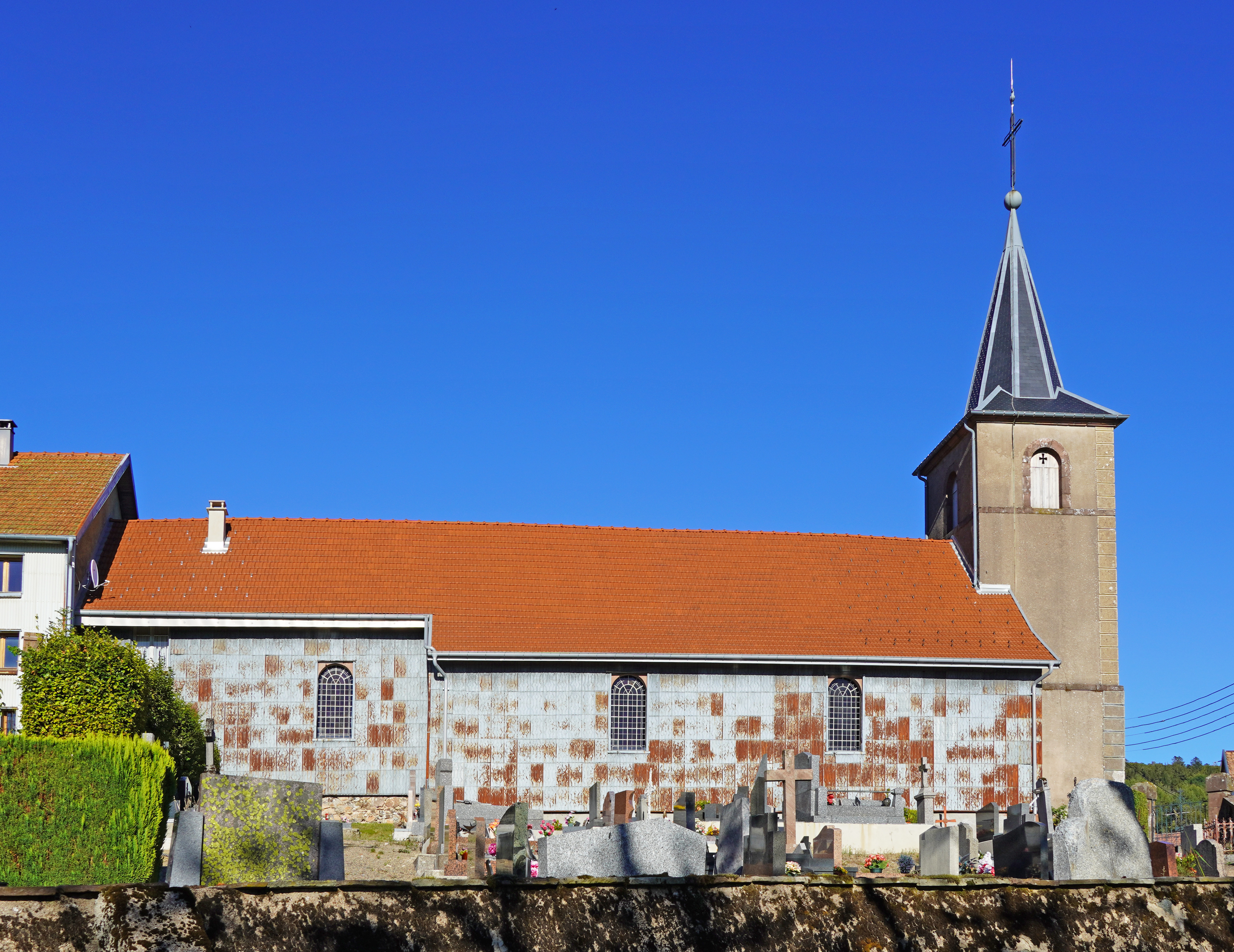
L'église Saint-Nicolas.
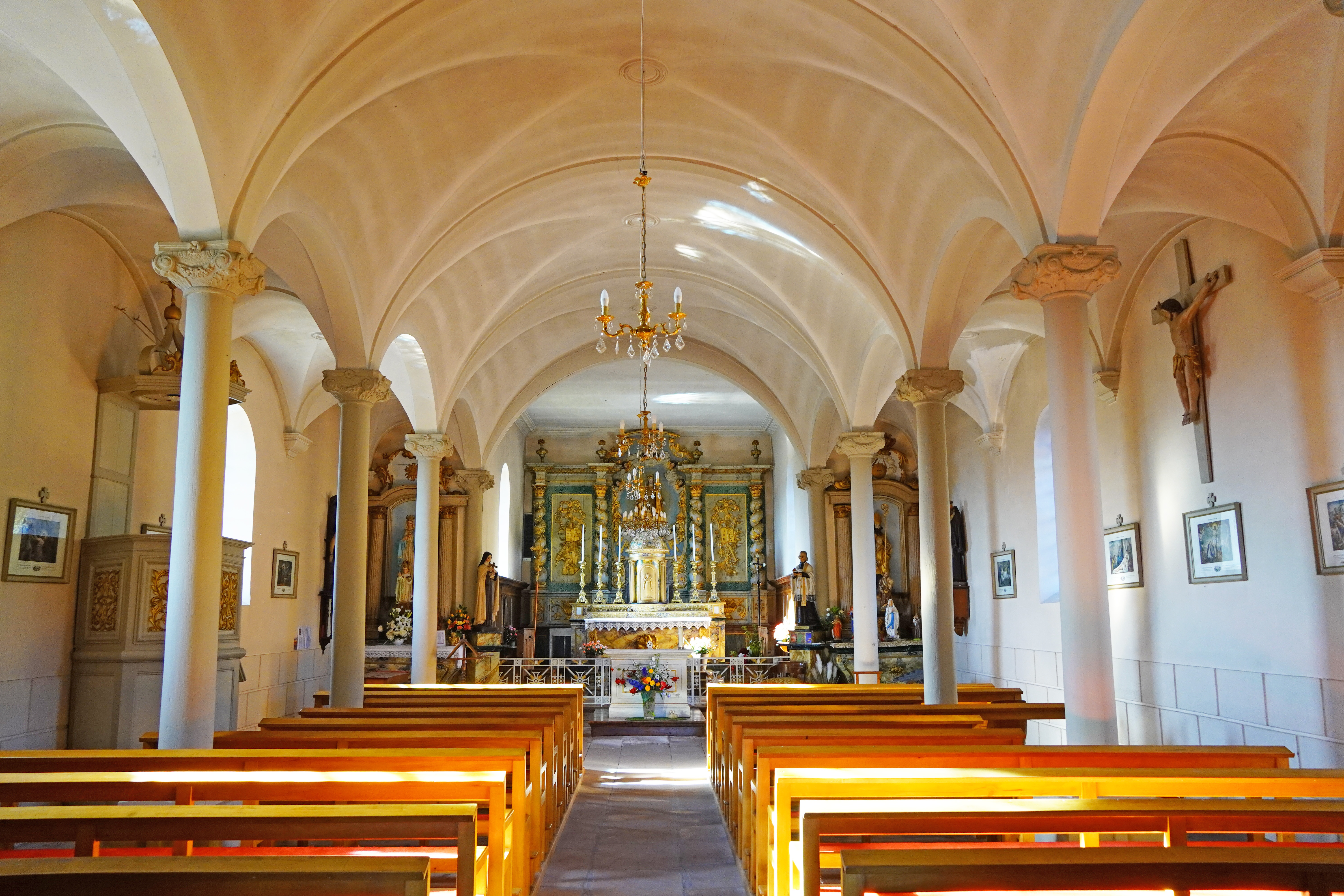
Nef de l'église.
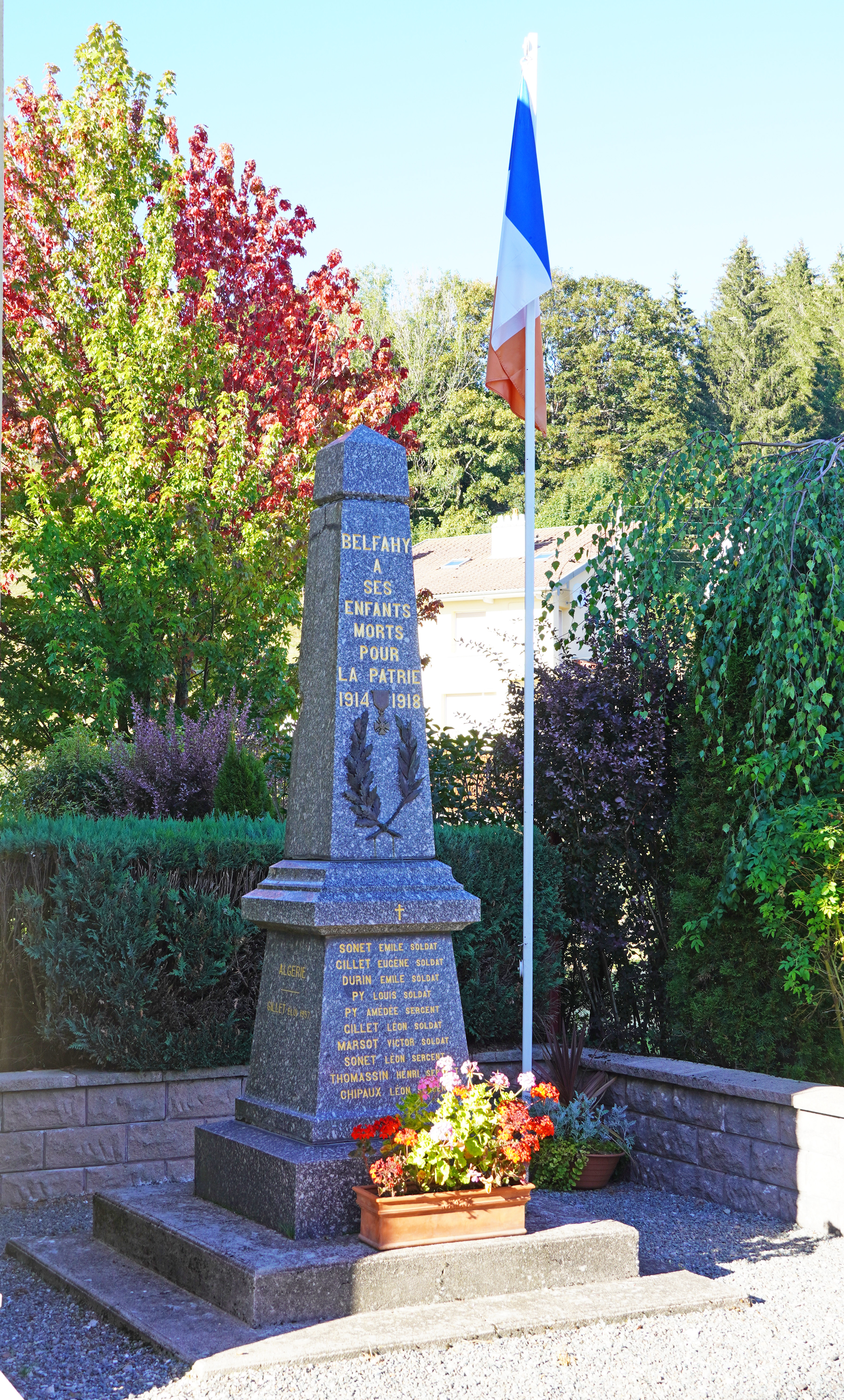
Monument aux morts.

### Tourisme et gastronomie
- Spécialité culinaire : la tarte aux brimbelles (myrtilles).
- Auberge la Chevauchée à Belfahy (membre du réseau Bistrot de Pays).
- Six cabanes en mélèze  destinées à être louées à des touristes passionnés de nature ont été construites en 2016 à l'emplacement de l’ancienne « ferme du Téléski » à 970 m d’altitude au lieu-dit « Le Ballon de Belfahy »[32]

## Héraldique
| Blason de Belfahy | Blason  | D'argent à un bosquet de hêtres de sinople, fûtés d'or, sur un tertre de tenné.                               |
| Blason de Belfahy | Détails | Armes parlantes (fayard signifie "hêtre" en vieux français). Le statut officiel du blason reste à déterminer. |